# Химическое соединение
Хими́ческое соедине́ние — сложное вещество, состоящее из химически связанных атомов двух или более элементов (гетероядерные молекулы). Некоторые простые вещества также могут рассматриваться как химические соединения, если их молекулы состоят из атомов, соединённых ковалентной связью (азот, кислород, иод, бром, хлор, фтор, предположительно астат).
Инертные (благородные) газы и атомарный водород нельзя считать химическими соединениями.

## История
Для формулирования понятия про химическое соединение важное значение имел закон постоянства состава, открытый Жозефом Прустом в 1799 году. Этот закон утверждает, что независимо от того, каким образом было получено определённое соединение, оно всегда состоит из одних и тех же химических элементов, причём отношение масс этих элементов выражается малыми целыми числами. Через несколько лет, в 1803 году Джон Дальтон сформулировал закон кратных отношений, согласно которому в случае, когда из определённых элементов могут образовываться два соединения, с определённой массой первого из них сочетаются такие массы другого, что отношение их тоже даёт целое число. Эти два утверждения подготовили путь к пониманию атомного строения вещества.
Понятие структурной формулы ввёл в 1850-тые годы немецкий химик Фридрих Август Кекуле фон Штрадониц.

## Качественный и количественный состав
Состав химического соединения записывается в виде химических формул, а строение часто изображается структурными формулами. Систематическое название (номенклатура ИЮПАК) также указывает состав соединения.
В подавляющем большинстве случаев химические соединения подчиняются закону постоянства состава и закону кратных отношений. Однако известны довольно многочисленные соединения переменного состава (бертоллиды), например:
PaO2,18—PaO2,21.
Для установления качественного и количественного состава химического соединения, используются различные методы химического анализа (например, колориметрия, хроматография). Эти методы являются предметом изучения аналитической химии.

## Отличия соединений исмесей
Физические и химические свойства соединений отличаются от свойств смеси простых веществ — это один из главных критериев отличия соединения от смесей простых или сложных веществ, так как свойства смеси обычно тесным образом связаны со свойствами компонентов.
Другим критерием отличия является то, что смесь обычно может быть разделена на составляющие нехимическими процессами, такими, как просеивание, фильтрация, выпаривание, использование магнитов, тогда как компоненты химического соединения могут быть разделены только при помощи химической реакции. И наоборот, смеси могут быть созданы без использования химической реакции, а соединения — нет.
Некоторые смеси так тесно связаны, что некоторые их свойства сходны со свойствами химических соединений, и их легко спутать. Наиболее частым примером таких смесей являются сплавы. Сплавы изготавливаются при помощи физических процессов, обычно — путём расплавления и смешивания компонентов с последующим остыванием.
Примером химических соединений, похожих по свойствам, но не являющихся ни сплавами, ни смесями являются интерметаллиды.

## Химические реакции
Химические соединения получают в результате химических реакций. Сложные вещества могут разлагаться с образованием нескольких других веществ. Образование химических соединений сопровождается выделением (экзотермическая реакция) или поглощением (эндотермическая реакция) энергии. Физические и химические свойства химических соединений отличаются от свойств веществ, из которых они получены. Химические соединения разделяются на неорганические и органические. Известно более 100 тыс. неорганических и более 3 млн органических соединений. Каждое химическое соединение, которое описано в литературе, имеет уникальный идентификатор — CAS-номер.

## Классы химических соединений
Химические соединения делят на классы: неорганические и органические. Последние в широком смысле включают в себя элементоорганические соединения: борорганические, кремнийорганические, фосфорорганические и др.
Некоторые виды сложных неорганических соединений:
- оксиды (H2O, CaO, CO2, P2O5 (P4O10) и др.)
- гидроксиды:
  - основания (NaOH, Ca(OH)2 и др.)
  - кислородосодержащие кислоты (HNO3, H2SO4, H3PO4 и др.)
  - амфотерные гидроксиды (Al(OH)3, Fe(OH)3 и др.)
- бескислородные кислоты (HCl, HCN и др.)
- нитриды (NH3, Si3N4 и др.)
- соли (NaCl, KNO3, Fe2(SO4)3, LiBr и др.)
- кристаллогидраты: (CuSO4·5H2O и др.)
- комплексные соединения: (K3[Fe(CN)6] и др.)

### Органические вещества
Органические соединения, органические вещества — класс химических соединений, в состав которых входит углерод (за исключением карбидов, угольной кислоты, карбонатов, оксидов углерода и цианидов).

### Неорганические вещества
Неорганическое вещество или неорганическое соединение — это химическое соединение, которое не является органическим, то есть оно не содержит углерода (кроме карбидов, цианидов, карбонатов, оксидов углерода и некоторых других соединений, которые традиционно относят к неорганическим). Неорганические соединения не имеют характерного для органических углеродного скелета.

## Описание основных групп органических соединений

### Углеводороды
Органические соединения, состоящие исключительно из атомов углерода и водорода. Углеводороды считаются базовыми соединениями органической химии, все остальные органические соединения рассматривают как их производные. Поскольку углерод имеет четыре валентных электрона, а водород — один, простейший углеводород — метан (CH4). При систематизации углеводородов принимают во внимание строение углеродного скелета и тип связей, соединяющих атомы углерода. В зависимости от топологии строения углеродного скелета углеводороды подразделяют на ациклические и карбоциклические. В зависимости от кратности углерод-углеродных связей углеводороды подразделяют на предельные (алканы) и непредельные (алкены, алкины, диены). Циклические углеводороды разделяют на алициклические и ароматические.

### Спирты
Органические соединения, содержащие одну или более гидроксильных групп (гидроксил, −OH), непосредственно связанных с насыщенным (находящимся в состоянии sp³-гибридизации) атомом углерода. Спирты можно рассматривать как производные воды (H−O−H), в которых один атом водорода замещён на органическую функциональную группу: R−O−H. В номенклатуре ИЮПАК для соединений, в которых гидроксильная группа связана с ненасыщенным (sp²-гибридным) атомом углерода, рекомендуются названия «енолы» (гидроксил связан с винильной C=C-связью) и «фенолы» (гидроксил связан с бензольным или другим ароматическим циклом). Спирты представляют собой обширный и разнообразный класс соединений: они весьма распространены в природе и часто выполняют важные функции в живых организмах. Спирты являются важными соединениями с точки зрения органического синтеза, не только представляя интерес как целевые продукты, но и как промежуточные вещества, имеющие ряд уникальных химических свойств. Кроме того, спирты являются промышленно важными продуктами и находят широчайшее применение как в промышленности, так и в повседневных приложениях.

### Эфиры
Простые эфиры — органические вещества, имеющие формулу R-O-R1, где R и R1 — углеводородные радикалы. Следует однако учитывать, что такая группа может входить в состав других функциональных групп соединений, не являющихся простыми эфирами (см. Кислородсодержащие органические соединения).
Сложные эфиры — производные оксокислот (как карбоновых, так и минеральных) RkE(=O)l(OH)m, (l ≠ 0), формально являющиеся продуктами замещения атомов водорода гидроксилов —OH кислотной функции на углеводородный остаток (алифатический, алкенильный, ароматический или гетероароматический); рассматриваются также как ацилпроизводные спиртов. В номенклатуре IUPAC к сложным эфирам относят также ацилпроизводные халькогенидных аналогов спиртов (тиолов, селенолов и теллуролов). Отличаются от простых эфиров, в которых два углеводородных радикала соединены атомом кислорода (R1—O—R2).

### Альдегиды
Класс органических соединений, содержащих карбонильную группу (С=О) с одним алкильным или арильным заместителем. Альдегиды и кетоны весьма схожи, различие заключается в том, что последние имеют при карбонильной группе два заместителя. Поляризация двойной связи «углерод-кислород» по принципу мезомерного сопряжения позволяет записать следующие резонансные структуры:{\displaystyle {\mathsf {C{\text{=}}O\rightleftarrows C^{+}-O^{-}}}}. Подобное разделение зарядов подтверждается физическими методами исследования и во многом определяет реакционную способность альдегидов, как выраженных электрофилов. В общем случае химические свойства альдегидов аналогичны кетонам, однако альдегиды проявляют бо́льшую активность, что связано с большей поляризацией связи. Кроме того, для альдегидов характерны реакции, не характерные для кетонов, например гидратация в водном растворе: у метаналя в связи с ещё большей поляризацией связи — полная, а у других альдегидов — частичная:{\displaystyle {\mathsf {RCHO+H_{2}O\rightarrow RCH(OH)_{2}}}}. Простейшие альдегиды имеют резкий характерный запах (например, бензальдегид — запах миндаля). Под действием гидроксиламина превращаются в оксимы: {\displaystyle {\mathsf {CH_{3}CHO+NH_{2}OH\rightarrow CH_{3}CH{\text{=}}NOH+H_{2}O}}}.

### Кетоны
Органические вещества, в молекулах которых карбонильная группа связана с двумя углеводородными радикалами. Общая формула кетонов: R1-CO-R2. Среди других карбонильных соединений наличие в кетонах именно двух атомов углерода, непосредственно связанных с карбонильной группой, отличает их от карбоновых кислот и их производных, а также альдегидов.

### Карбоновые кислоты
Класс органических соединений, молекулы которых содержат одну или несколько функциональных карбоксильных групп -COOH. Кислые свойства объясняются тем, что данная группа может сравнительно легко отщеплять протон. За редкими исключениями карбоновые кислоты являются слабыми. Например, у уксусной кислоты CH3COOH константа кислотности равна 1,75⋅10−5. Ди- и трикарбоновые кислоты более сильные, чем монокарбоновые.

### Амиды
Производные оксокислот (как карбоновых, так и минеральных) RkE(=O)l(OH)m, (l ≠ 0), формально являющиеся продуктами замещения гидроксильных групп -OH кислотной функции на аминогруппу (незамещённую и замещённую); рассматриваются также как ацилпроизводные аминов. Соединения с одним, двумя или тремя ацильными заместителями у атома азота называются первичными, вторичными и третичными амидами, вторичные амиды именуются также имидами. Амиды карбоновых кислот — карбоксамиды RCO–NR1R2 (где R1 и R2 - водород, ацил либо алкильный, арильный или другой углеводородный радикал) обычно именуются амидами, в случае других кислот в соответствии с рекомендациями IUPAC при именовании амида в качестве префикса указывается название кислотного остатка, например, амиды сульфокислот RS(=O2NH2 именуются сульфамидами. Аналоги амидов, формально являющиеся продуктами замещения кислорода на халькоген, называются тиоамидами, селеноамидами и теллуроамидами.

### Амины
Органические соединения, являющиеся производными аммиака, в молекуле которого один, два или три атома водорода замещены на углеводородные радикалы. По числу замещённых атомов водорода различают соответственно первичные (замещён один атом водорода), вторичные (замещены два атома водорода из трёх) и третичные (замещены три атома водорода из трёх) амины. Четвертичное аммониевое соединение вида [R4N]+Cl- является органическим аналогом аммониевой соли. По характеру органической группы, связанной с азотом, различают алифатические CH3-N<, ароматические C6H5-N< и жирно-ароматические (содержат ароматический и алифатический радикалы) амины. По числу NH2-групп в молекуле амины делят на моноамины, диамины, триамины и так далее.

## Регистрационный номер CAS
Всем химическим веществам, а также всем химическим соединениям, описанным в научной литературе, присваивается номер CAS, химической реферативной службы, по которому вещество можно идентифицировать в базах данных, например в PubChem.